# Citroën C3-XR
Pour les articles homonymes, voir Citroën C3.
Le C3-XR est un crossover citadin de Citroën étudié uniquement pour la Chine. Le C3-XR a un empattement identique à la C-Élysée II dont il est dérivé.

## Historique

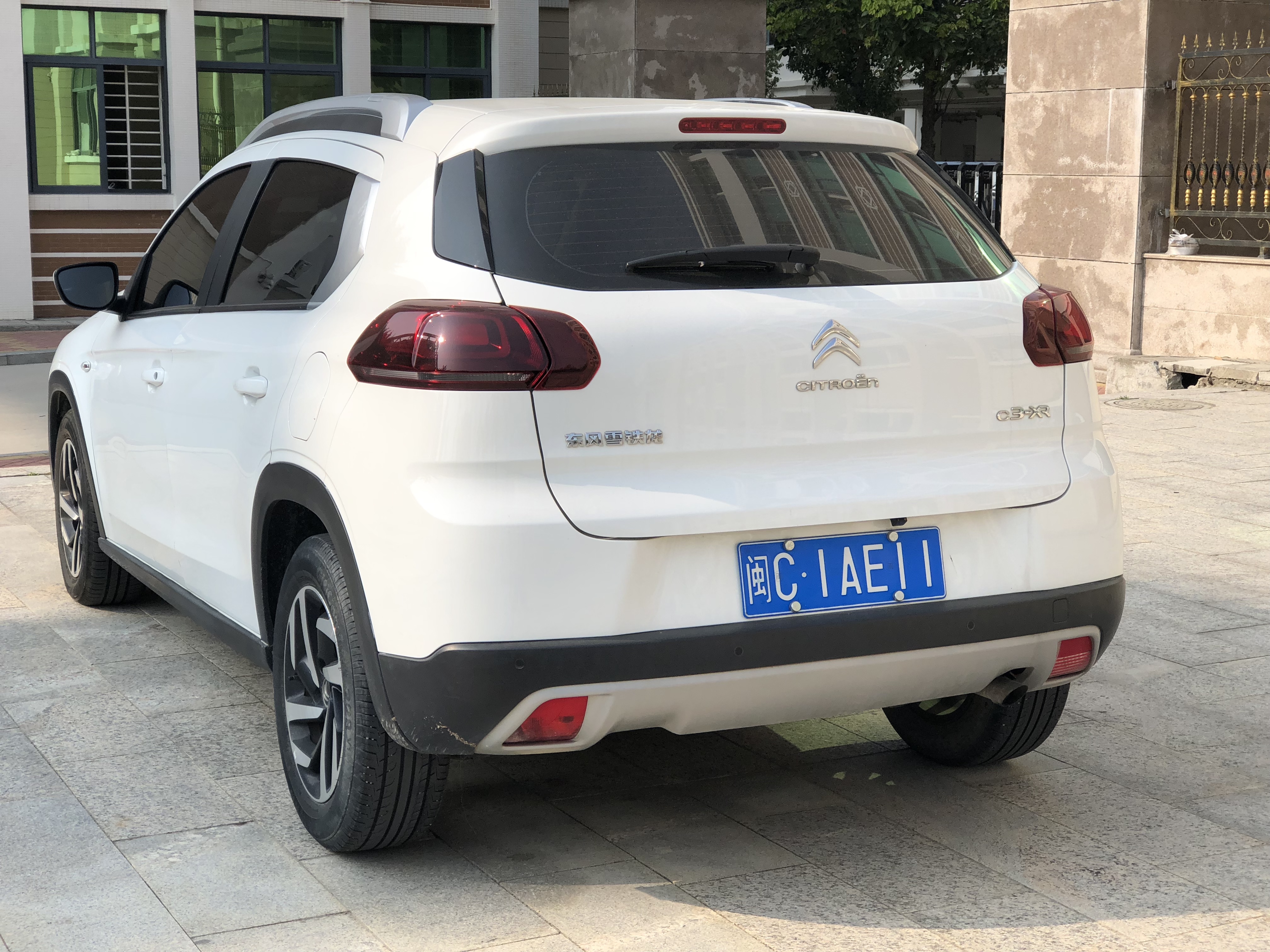
Citroën C3-XR phase 1

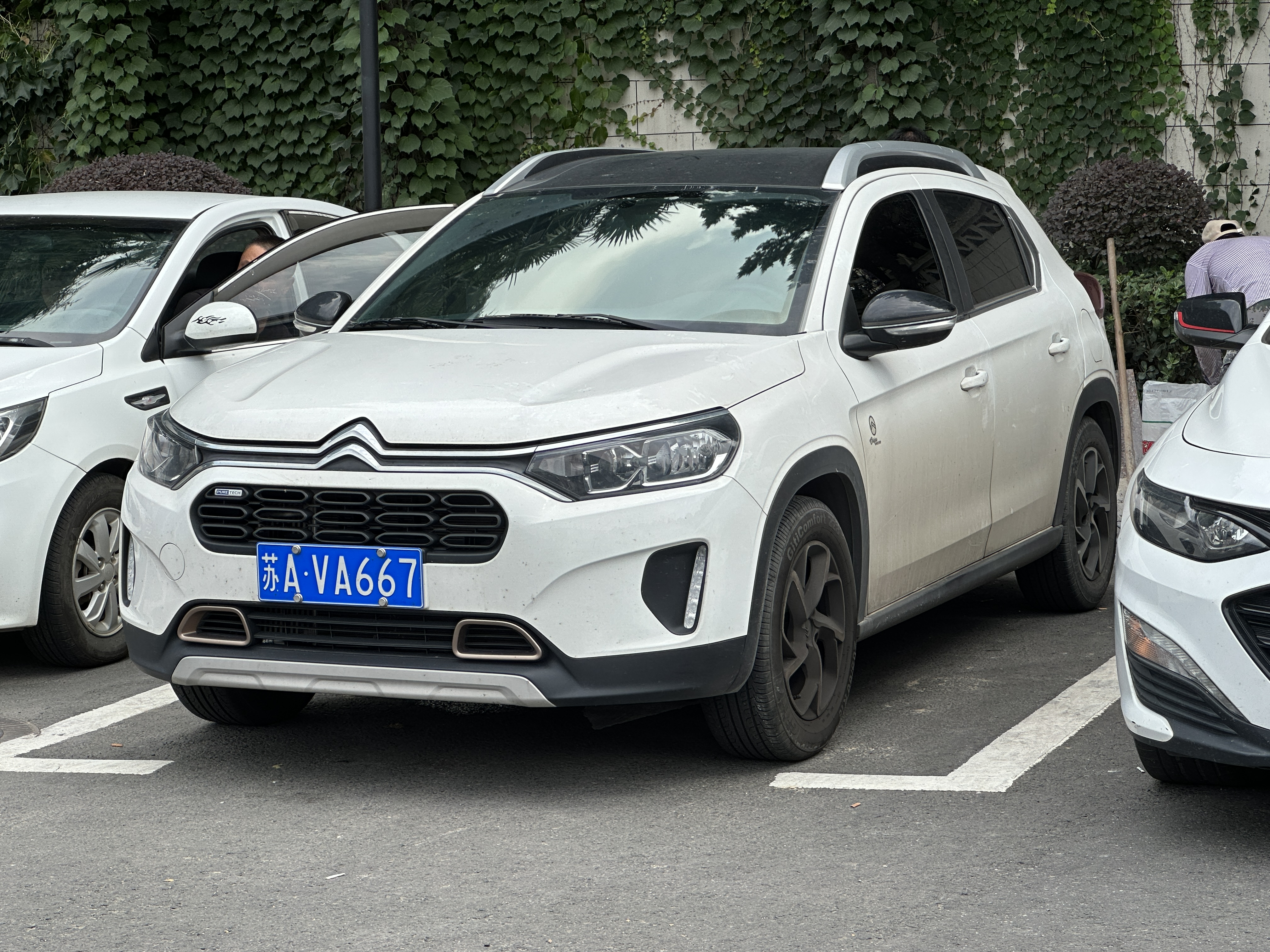
Citroën C3-XR phase 2

Lancé en 2014, le C3-XR reçoit un restylage en 2019 afin de se rapprocher de la nouvelle identité stylistique de la marque.
Ce premier restylage ne permet pas de stopper l'érosion rapide des volumes de ventes du véhicule, qui passe de 66 500 immatriculations en 2014 à moins de 3 000 en 2020.
En 2020, Dongfeng Citroën lance la C3L, un dérivé tricorps du C3-XR voué à remplacer la C-Elysée.

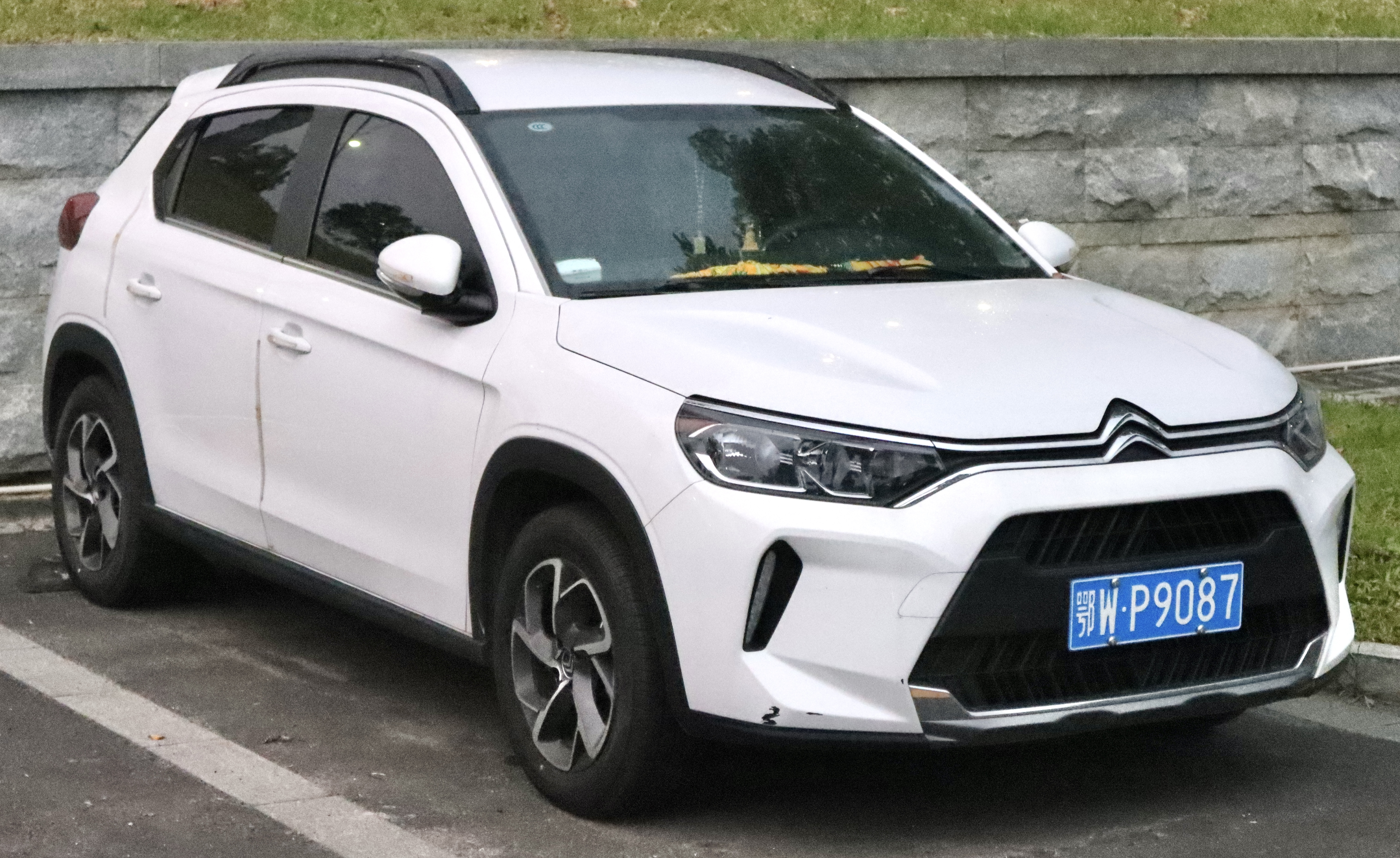
Citroën C3-XR phase 3

En avril 2021, le C3-XR bénéficie d'un second restylage. La planche de bord est revue et modernisée. De plus, la face avant est significativement modifiée, adoptant les codes stylistiques du C3 Aircross, récemment restylé en Europe. Le véhicule arrive en concessions à partir du mois de juillet de la même année.

## Technique
| Moteur  | Cylindrée (en cm³) | Puissance maxi en ch DIN (kW) à tr/min | Couple maxi N m à (tr/min) | Vitesse maxi (en km/h) | 0 à 100 km/h (en secondes) | Consommation mixte (en l/100 km) | Date de commercialisation (Année) |
| ------- | ------------------ | -------------------------------------- | -------------------------- | ---------------------- | -------------------------- | -------------------------------- | --------------------------------- |
| 1.6 VTi | 1 587              | 115 ch (86) à 6 000                    | 150 à 4 000                | 186                    | -                          | 6,9                              | 2014 -                            |
| 1.6 THP | 1 598              | 165 ch (123) à 6 000                   | 245 de 1 400 à 4 000       | 209                    | -                          | 6.2                              | 2014 -                            |

## Concept C-XR

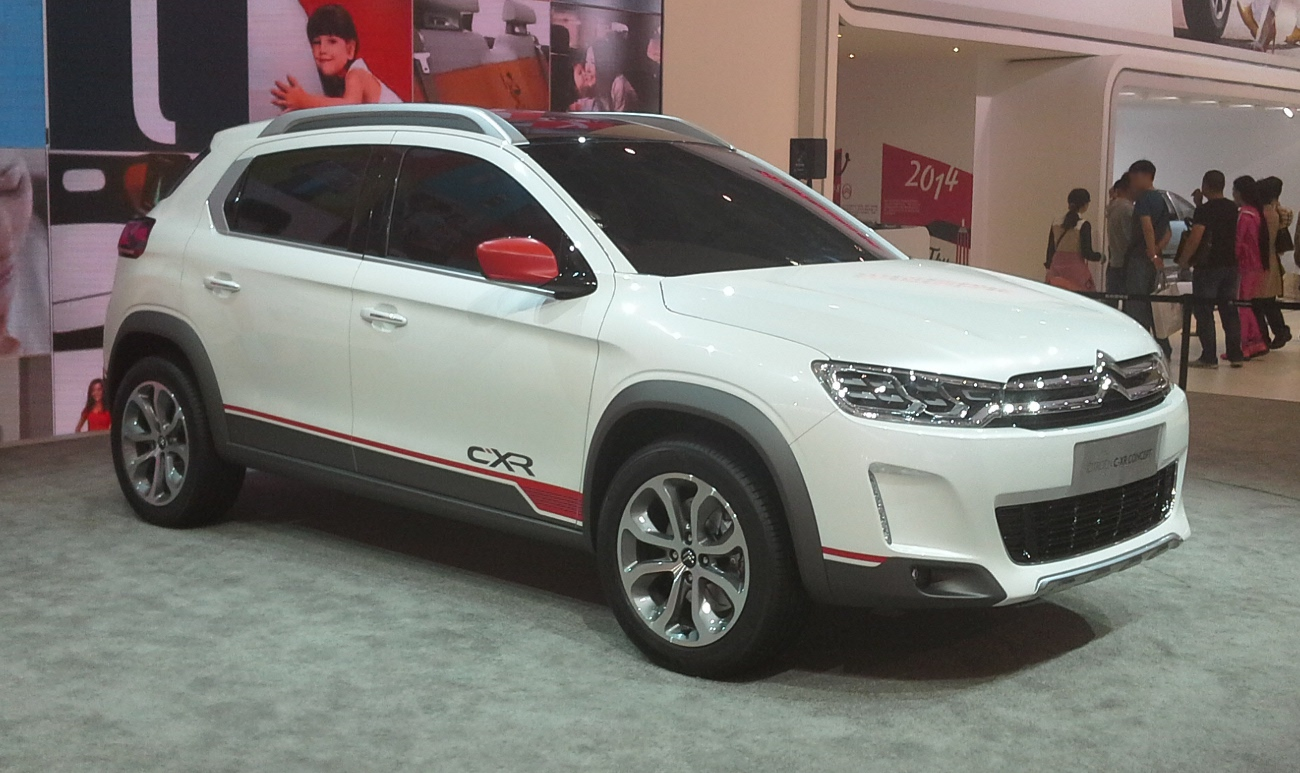
Le Citroën C-XR Concept au salon Auto China.

La Citroën C-XR est le show-car préfigurant le C3-XR. Il est présenté à l'occasion du Salon de Pékin 2014.